# ایمندیاشوو
ایمندیاشوو (انگلیسی: Imendyashevo) یک شهرک در شهرستان گافوریسکی استان باشقیرستان کشور روسیه است.